# Nesli

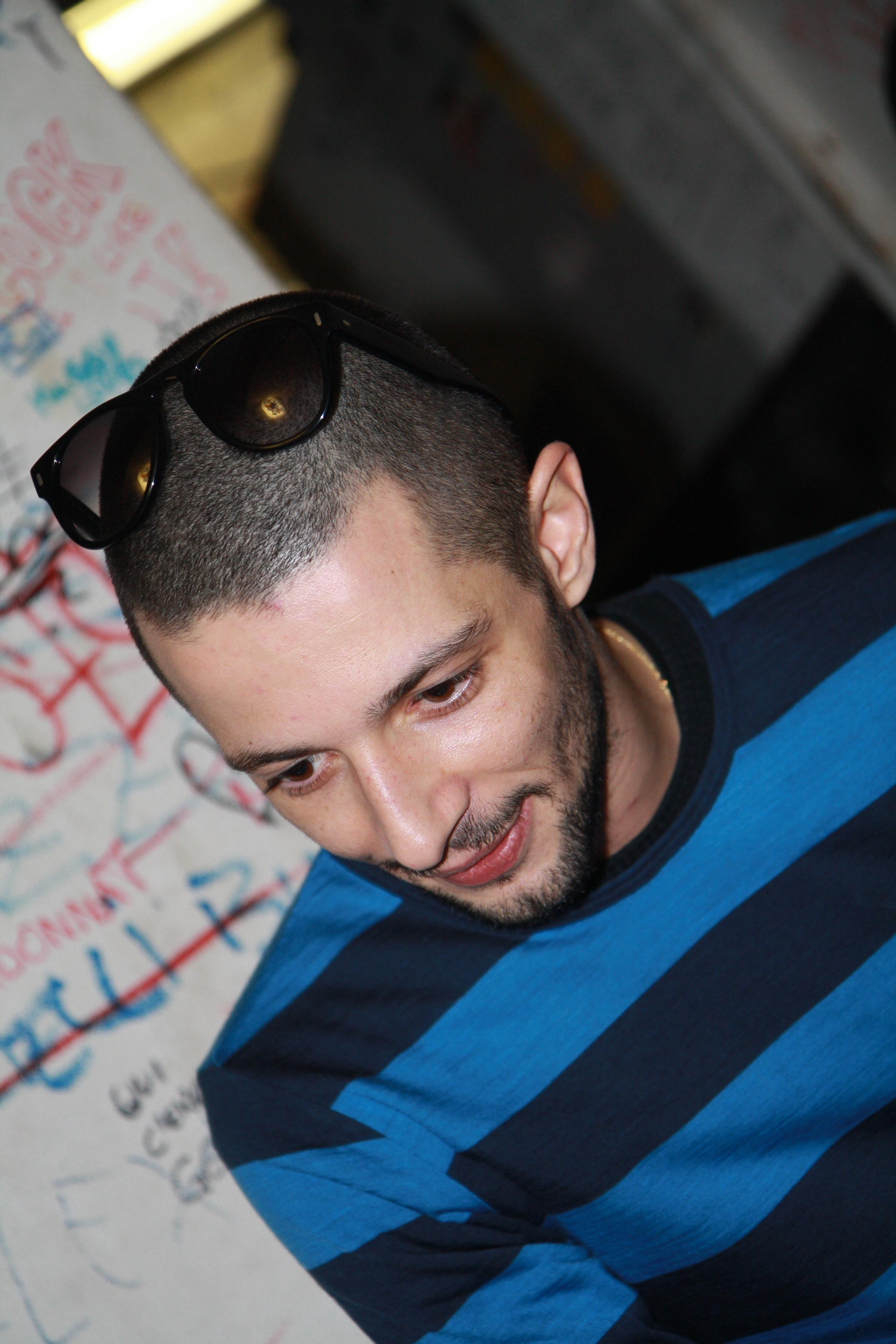
Nesli 2009

Nesli oder Nesly Rice (* 29. Dezember 1980 in Senigallia als Francesco Tarducci) ist ein italienischer Rapper und Sänger. Mit dem Nummer-eins-Album Nesliving Vol. 3 – Voglio gelang ihm 2012 nach seiner Abwendung vom Rap der Durchbruch.

## Leben und Karriere

### Anfänge
Tarducci wurde 1980 in Senigallia geboren und hat zwei ältere Geschwister: Fabrizio und Federica. 1996, im Alter von 16 Jahren, verletzte er aus Versehen seinen besten Freund mit einer Schusswaffe, was ein prägendes Erlebnis für seine Zukunft war. Ab September 2008 unterbrachen Francesco und Fabrizio Tarducci jeglichen Kontakt, offenbar aufgrund von als unvereinbar angesehenen Vorstellungen über die jeweilige Arbeit.

### Karrierebeginn
Tarducci begann seine Karriere 1999, als er mit seinem Bruder Fabri Fibra das Demo Fitte da latte aufnahm, das in der lokalen Rapszene rasch bekannt wurde. Unter dem Pseudonym Nesly Rice entwickelte er einen stark an seinen Bruder angelehnten Stil. Daraufhin begann er diverse Kollaborationen mit Vertretern der italienischen Hip-Hop-Szene, am bedeutendsten die mit Sottotono im Lied Da me, das auf dem Album …In teoria erschien. 2000 war Nesli am Dinamite Mixtape des Kollektivs Teste Mobili beteiligt, im Jahr darauf am Album Cactus von Piante Grasse; außerdem nahm er mit Basley Click das Lied Dico a voi auf, enthalten in Basley Click – The Album.
Sein erstes eigenes Album veröffentlichte Nesli 2003 mit dem Titel Ego, produziert von DJ Myke. Im Jahr 2004 folgte das zweite Album Home, das Nesli auch selbst produzierte. Darauf finden sich auch Zusammenarbeiten mit Maxi B und Fabri Fibra. 2006 arbeitete er als Produzent am dritten Album von Fabri Fibra, Tradimento; 2007 veröffentlichte er selbst bei Universal sein drittes Album Le verità nascoste, mit den Singles Riot und Nesli Park. Das Magazin La Repubblica XL zeichnete das Album als bestes Hip-Hop-Album des Jahres aus. Im selben Jahr setzte er auch seine Zusammenarbeit mit Fabri Fibra auf dessen Album Bugiardo fort. Außerdem rief er zusammen mit Vacca das Kollektiv FOBC ins Leben, mit dem er die Titel Non mi butto giù, Il verdetto, Spara und Tu che ne sai veröffentlichte. 2008 arbeitete er mit Mondo Marcio im Lied Tagliarmi le vene zusammen, das auf dem Mixtape In cosa credi erschien.

### Nesliving(2009)
Im Jahr 2009 brachte Nesli im Internet das Gratis-Mixtape Nesliving Vol. 1 heraus. Zusammen mit Two Fingerz nahm er das Lied Finto auf, das auf deren Album Il disco finto enthalten war, sowie mit Daniele Vit das Lied Per sempre, produziert von Big Fish. Als viertes Studioalbum erschien Ende 2009 Fragile – Nesliving Vol. 2 beim Label Doner Music. Es wurde von mehreren Musikvideos begleitet, zu den Liedern Fragile, Una vita non basta, Non tornerò, und La fine. Letzteres Lied erreichte größere Bekanntheit und wurde 2011 auch von Tiziano Ferro gecovert. Nach Erscheinen des Albums unternahm Nesli eine ausgedehnte Italientournee und eröffnete 2010 das Konzert von Mika im Mediolanum Forum in Mailand.
Im Herbst 2010 folgte das fünfte Album L’amore è qui, dem die Singles Notte vera und L’amore è qui vorausgingen. In den Charts erreichte das Album den 13. Platz. Als dritte Single erschien 2011 Capricorno. Zusammen mit Mondo Marcio und Danti nahm Nesli 2011 Easy für das Mondo-Marcio-Album Musica da serial killer auf. Im selben Jahr unterschrieb er einen Plattenvertrag mit Carosello Records.

### Nesliving Vol. 3 – Voglio
Im September 2012 veröffentlichte Nesli sein sechstes Album Nesliving Vol. 3 – Voglio, in dem eine deutliche Abwendung vom Rap hin zum Pop feststellbar ist. Voraus gingen dem Album die Singles Perdo via, Partirò und Ti sposerò. Es erreichte den ersten Platz der italienischen Albumcharts. Im Dezember folgte die EP Come a Natale – Chitarra e voce, die fünf Lieder aus Nesliving Vol. 3 – Voglio in Akustikversion enthielt. Sowohl Marco Mengoni als auch Emma zeigten sich an einer Zusammenarbeit mit Nesli interessiert.
Für Emma schrieb Nesli 2013 dann das erfolgreiche Lied Dimentico tutto, erschienen auf ihrem Album Schiena. Im April 2013 erschien eine Neuauflage von Nesliving Vol. 3 – Voglio unter dem Titel Voglio di + – Nesliving Vol. 3 mit drei Bonustracks, darunter Un bacio a te und È una vita. Im Sommer ging Nesli wieder auf Tournee. Außerdem nahm er am Music Summer Festival 2013 mit dem Lied Un bacio a te teil und erhielt den Premio Lunezia Pop für das Album Voglio di + – Nesliving Vol. 3. Im Lied Dum, dum, dum des DJs Stylophonic übernahm Nesli den Gesangspart.

### Andrà tutto beneundKill Karma
2014 unterschrieb Nesli einen neuen Plattenvertrag bei Universal und begann mit der Arbeit an seinem siebten Album. Dieses wurde von Brando produziert und erschien 2015 unter dem Titel Andrà tutto bene. Noch im November wurde mit dem Titelsong Andrà tutto bene die erste Single daraus veröffentlicht. Außerdem wurde seine Teilnahme am Sanremo-Festival 2015 mit dem Lied Buona fortuna amore bekanntgegeben; dieses erschien während des Wettbewerbs am 10. Februar 2015. Dritte Single war Allora ridi. Am 1. Mai nahm Nesli am traditionellen Concerto del Primo Maggio in Rom teil und begann anschließend eine Tournee. Außerdem nahm er an der dritten Ausgabe des Coca-Cola Summer Festival teil, mit der vierten Single Quello che non si vede. Im Herbst 2015 erschien eine Live-Edition von Andrà tutto bene, die auch eine DVD enthielt.
Mit der Single Equivale all’immenso meldete Nesli sich 2016 zurück. Es folgte das achte Album Kill Karma, das am 1. Juli 2016 erschien. Die zweite Single war Perfettamente sbagliato. Ende des Jahres wurde seine Teilnahme am Sanremo-Festival 2017 bekanntgegeben, wo er zusammen mit Alice Paba und dem Lied Do retta a te ins Rennen ging.

## Diskografie

### Alben
| Jahr | Titel                     | Höchstplatzierung, Gesamtwochen, AuszeichnungChartsChartplatzierungen (Jahr, Titel, Platzierungen, Wochen, Auszeichnungen, Anmerkungen) | Anmerkungen                                     |
| Jahr | Titel                     | IT | Anmerkungen                                     |
| ---- | ------------------------- | --- | ----------------------------------------------- |
| 2007 | Le verità nascoste        | IT48 (3 Wo.)IT |                                                 |
| 2010 | L’amore è qui             | IT13 (3 Wo.)IT |                                                 |
| 2012 | Nesliving Vol. 3 – Voglio | IT1 Gold · (31 Wo.)IT | inkl. Neuausgabe Voglio di + Verkäufe: + 30.000 |
| 2015 | Andrà tutto bene          | IT6 (21 Wo.)IT |                                                 |
| 2016 | Kill Karma                | IT2 (6 Wo.)IT |                                                 |
| 2019 | Vengo in pace             | IT28 (1 Wo.)IT |                                                 |

Weitere Alben
- Ego (2003)
- Home (2004)
- Fragile – Nesliving Vol. 2 (2009)

### Singles
| Jahr | Titel Album                                  | Höchstplatzierung, Gesamtwochen, AuszeichnungChartsChartplatzierungen (Jahr, Titel, Album, Platzierungen, Wochen, Auszeichnungen, Anmerkungen) | Anmerkungen        |
| Jahr | Titel Album                                  | IT | Anmerkungen        |
| ---- | -------------------------------------------- | --- | ------------------ |
| 2010 | L’amore è qui                                | IT74 (1 Wo.)IT |                    |
| 2012 | Ti sposerò Nesliving Vol. 3 – Voglio         | IT62 (7 Wo.)IT |                    |
| 2013 | Un bacio a te Voglio di + – Nesliving Vol. 3 | IT28 (12 Wo.)IT |                    |
| 2013 | È una vita Voglio di + – Nesliving Vol. 3    | IT67 (1 Wo.)IT |                    |
| 2013 | La fine Fragile – Nesliving Vol. 2           | IT73 (1 Wo.)IT |                    |
| 2014 | Andrà tutto bene                             | IT45 Gold · (3 Wo.)IT | Verkäufe: + 25.000 |
| 2015 | Buona fortuna amore Andrà tutto bene         | IT29 (4 Wo.)IT |                    |

Weitere Singles
- Riot (2007)
- Nesli Park (2007)
- Notte vera (2010)
- Capricorno (2010)
- Ballare (Big Fish feat. Nesli; 2011)
- Perdo via (2012)
- Partirò (2012)
- Solamente un incubo (2012)
- Davanti agli occhi (2012)
- Allora ridi (2015)
- Quello che non si vede (2015)
- Equivale all’immenso (2016)
- Perfettamente sbagliato (2016)
- Do retta a te (feat. Alice Paba; 2017)

## Bibliografie
- Nesli: Andrà tutto bene. Mondadori, 2015, ISBN 978-88-04-65524-4.

## Belege
1. ↑  Nesli, rapper buono ma non troppo. In: TGcom24. 17. April 2007, abgerufen am 12. Februar 2017.
2. ↑  Gianni Poglio: Nesli contro Fibra: caro Fabri, ecco perché non ti parlo dal 2008. In: Panorama.it. Archiviert vom Original (nicht mehr online verfügbar) am 2. Februar 2017; abgerufen am 12. Februar 2017.  Info: Der Archivlink wurde automatisch eingesetzt und noch nicht geprüft. Bitte prüfe Original- und Archivlink gemäß Anleitung und entferne dann diesen Hinweis.
3. ↑  Nesli. MTV, archiviert vom Original (nicht mehr online verfügbar) am 13. Februar 2017; abgerufen am 12. Februar 2017.  Info: Der Archivlink wurde automatisch eingesetzt und noch nicht geprüft. Bitte prüfe Original- und Archivlink gemäß Anleitung und entferne dann diesen Hinweis.
4. ↑  Giulio Pasqui: Nesli: “Fabri Fibra? È un ingrato, ho imparato a odiarlo. Non sono più il ‘fratello di’, ora pare sia il contrario”. In: GossipBlog.it. Blogo.it, 13. Juli 2016, archiviert vom Original (nicht mehr online verfügbar) am 28. September 2016; abgerufen am 12. Februar 2017.  Info: Der Archivlink wurde automatisch eingesetzt und noch nicht geprüft. Bitte prüfe Original- und Archivlink gemäß Anleitung und entferne dann diesen Hinweis.
5. ↑  Gianni Santoro: Cronache da un festival. In: XL.Repubblica.it. Abgerufen am 12. Februar 2017.
6. ↑  Andrea Conti: Nuova vita per Nesli e firma con Carosello. In: TGcom24. 5. Dezember 2011, abgerufen am 12. Februar 2017.
7. ↑  Marco Neroni: Nesli il nuovo singolo “Capricorno” da venerdì in radio. In: RadioWebItalia.it. 20. Januar 2011, abgerufen am 12. Februar 2017.
8. ↑  Laura Alfano: Classifica FIMI album e singoli 13/09/2012: Nesli debutta al primo posto. In: MusicRoom.it. 13. September 2012, archiviert vom Original (nicht mehr online verfügbar) am 3. Dezember 2013; abgerufen am 12. Februar 2017.  Info: Der Archivlink wurde automatisch eingesetzt und noch nicht geprüft. Bitte prüfe Original- und Archivlink gemäß Anleitung und entferne dann diesen Hinweis.
9. ↑  Alessandro Alicandri: Nesli, l’intervista per il nuovo album «Nesliving Vol. 3 – Voglio». In: Sorrisi.com. 10. September 2012, archiviert vom Original (nicht mehr online verfügbar) am 4. Juli 2015; abgerufen am 12. Februar 2017.  Info: Der Archivlink wurde automatisch eingesetzt und noch nicht geprüft. Bitte prüfe Original- und Archivlink gemäß Anleitung und entferne dann diesen Hinweis.
10. ↑  Nesli con Universal Music Group. Universal Music Italia, 14. Juli 2014, abgerufen am 12. Februar 2017.
11. ↑  Eleonora Forastiero: Nesli – Andrà Tutto Bene (Radio Date: 28-11-2014). EarOne, 24. November 2014, abgerufen am 12. Februar 2017.
12. ↑  Nesli, una canzone da cantautore per il debutto al Festival. In: Mentelocale.it. 3. Februar 2015, archiviert vom Original (nicht mehr online verfügbar) am 19. März 2015; abgerufen am 12. Februar 2017.  Info: Der Archivlink wurde automatisch eingesetzt und noch nicht geprüft. Bitte prüfe Original- und Archivlink gemäß Anleitung und entferne dann diesen Hinweis.
13. ↑  Paola Corradini: Nesli – Buona fortuna amore (Radio Date: 10-02-2015). EarOne, 11. Februar 2015, abgerufen am 12. Februar 2017.
14. ↑  Paola Corradini: Nesli – Allora Ridi (Radio Date: 03-04-2015). EarOne, 1. April 2015, abgerufen am 12. Februar 2017.
15. ↑  Su Radio Italia i nuovi singoli di Jovanotti, Nesli e Claudia Megrè. Radio Italia, 27. Mai 2016, abgerufen am 12. Februar 2017.
16. ↑  Elena Masuelli: Festival di Sanremo 2017, big e giovani: ecco tutti i cantanti in gara. In: LaStampa.it. 12. Dezember 2016, abgerufen am 12. Februar 2017.
17. ↑  Alben von Nesli. In: Italiancharts.com. Hung Medien, archiviert vom Original (nicht mehr online verfügbar) am 13. Februar 2017; abgerufen am 11. Februar 2017.  Info: Der Archivlink wurde automatisch eingesetzt und noch nicht geprüft. Bitte prüfe Original- und Archivlink gemäß Anleitung und entferne dann diesen Hinweis.
18. 1 2  Certificazioni. FIMI, abgerufen am 11. Februar 2017 (italienisch).
19. ↑  Chartquellen (Singles):
  - Guido Racca & Chartitalia: Top 100 FIMI Singoli. Lulu, 2013, S. 127.
  - Archivio classifiche Top Digital. FIMI, abgerufen am 11. Februar 2017 (italienisch).

| Personendaten    | Personendaten                                      |
| ---------------- | -------------------------------------------------- |
| NAME             | Nesli                                              |
| ALTERNATIVNAMEN  | Rice, Nesly; Tarducci, Francesco (wirklicher Name) |
| KURZBESCHREIBUNG | italienischer Rapper und Sänger                    |
| GEBURTSDATUM     | 29. Dezember 1980                                  |
| GEBURTSORT       | Senigallia, Italien                                |